# Acacia quadrilateralis
Acacia quadrilateralis är en ärtväxtart som beskrevs av Dc. Acacia quadrilateralis ingår i släktet akacior, och familjen ärtväxter. Inga underarter finns listade i Catalogue of Life.